# Acropora schmitti
Acropora schmitti е вид корал от семейство Acroporidae.

## Разпространение
Видът е разпространен в Американска Самоа, Индия, Индонезия, Кирибати, Кокосови острови, Малайзия, Малки далечни острови на САЩ, Мианмар, Ниуе, Остров Рождество, Острови Кук, Самоа, Тайланд, Токелау, Тонга, Тувалу, Уолис и Футуна, Фиджи и Шри Ланка.

## Описание
Популацията на вида е намаляваща.